# Yui Yokoyama
Yui Yokoyama (山榛 榛香, Yokoyama Yui, Kizugawa, 8 de dezembro de de 1992) é uma ídolo japonês, cantora, atriz e membro do grupo japonês de ídolos AKB48. Ela foi a segunda gerente geral do grupo. Ela atuou como capitã do Time A e foi ex-membro do grupo irmão NMB48. Desde 2011, Yokoyama também era membro do grupo Not Yet.

## Biografia
A primeira tentativa de Yokoyama de ingressar no AKB48 ou em um grupo irmão foi para a segunda geração do SKE48, mas sua audição não teve êxito. Mais tarde, ela passou nas audições com o AKB48 e tornou-se membro da nona geração do kenkyusei (trainee) em 20 de setembro de 2009. Ela foi a primeira de sua geração a ser promovida, que aconteceu no AKB48 Tokyo Matsuri em 10 de outubro , 2010, e onde ela se tornou membro da equipe K. Em 2011, ela garantiu sua primeira participação em uma faixa-título do AKB48, colocando a 19ª nas eleições gerais do AKB48. Seu primeiro single do lado A foi "Everyday, Katyusha". Em 2012, ela ficou em 15º nas eleições gerais do AKB48.
No AKB48 Tokyo Dome Concert em 2012, foi anunciado que Yokoyama se juntaria ao NMB48 e, portanto, ocuparia uma posição simultânea entre o Time A e o NMB48 do AKB48. No mesmo ano em novembro, ela cantou no lado A do sexto single do NMB48, "Kitagawa Kenji". Em 2013, ela ficou em 13º na eleição geral do AKB48 e em terceiro no torneio de pedra-papel-tesoura. Em 28 de abril de 2013, o NMB48 revogou sua simultaneidade e ela permaneceu no AKB48. Em 8 de dezembro de 2014, foi revelado que Yokoyama sucederia o cargo de Minami Takahashi como Diretora Geral do AKB48 após a saída de Takahashi. Com a formatura de Minami Takahashi marcada para 8 de abril de 2016, Yui se tornou a atual "Soukantoku" em 8 de dezembro de 2015, durante o 10º aniversário do Teatro AKB48.
Em 31 de março de 2019, Yokoyama deixou o cargo de Gerente Geral e tornou-se membro regular. Mion Mukaichi assumiu oficialmente o título no dia seguinte. O aniversário de Yui Yokoyama coincide com o aniversário do AKB48.

## Filmografia

### Cinema
| Ano  | Título                                        | Personagem              | Notas  |
| ---- | --------------------------------------------- | ----------------------- | ------ |
| 2011 | Documentário de AKB48: To Be Continued        | Ela mesma               |        |
| 2012 | Documentário de AKB48: Show Must Go On        | Ela mesma               |        |
| 2013 | Documentário de AKB48: No Flower Without Rain | Ela mesma               |        |
| 2013 | NMB48 Geinin!! Owarai Seishun Girls O Filme   | Ela mesma               | [ 11 ] |
| 2014 | Documentário de AKB48: The Time Has Come      | Ela mesma               |        |
| 2016 | 9tsu no Mado                                  | Elenco Gyosen no Hikari |        |
| 2016 | Sonzai Suru Riyu: Documentário de AKB48       | Ela mesma               |        |

### Televisão
| Ano  | Título                                    | Função                   | Notas            |
| ---- | ----------------------------------------- | ------------------------ | ---------------- |
| 2008 | AKBingo!                                  | Apresentadora            |                  |
| 2010 | Majisuka Gakuen                           | Otabe                    | Ep. 12           |
| 2010 | AKB And ××!                               | Apresentadora            |                  |
| 2011 | Majisuka Gakuen 2                         | Otabe                    |                  |
| 2012 | AKB Kosagi Dojo                           | Apresentadora            |                  |
| 2013 | So Long                                   | Tomoe Tsuda              |                  |
| 2013 | AKB Kosagi Dojo                           | Apresentadora            |                  |
| 2013 | AKB48 Show!                               | Apresentadora            |                  |
| 2014 | Sailor Zombie                             | Yui                      | [ 12 ]           |
| 2015 | Majisuka Gakuen 4                         | Otabe                    | Papel Secundário |
| 2015 | Majisuka Gakuen 5                         | Otabe                    | Papel Principal  |
| 2015 | AKB Horror Night - Adrenaline no Yoru     | Noriko                   | Ep. 41-42        |
| 2015 | Gekijourei Kara no Shoutaijou             | Rio Kosaka               |                  |
| 2016 | AKB Love Night - Love Factory             | Miyu                     |                  |
| 2016 | Cabasuka Gakuen                           | Otabe/Maguro             |                  |
| 2016 | Crow's Blood                              | Chisa Furugori           |                  |
| 2017 | Tofu Pro Wrestling                        | Yui Yokoyama             |                  |
| 2018 | Dolmen X                                  | Repórter                 | Convidada        |
| 2018 | Hannari Girori no Yoriko-san              | Yoriko Shindo            |                  |
| 2018 | Majimuri Gakuen                           | Raman/Noriko Goshirakawa |                  |
| 2019 | Cheat: Sagishi no minasan, gochui kudasai | Reiko Hosokawa           | Convidada        |
| 2020 | AKB48 Nemousu TV                          | Apresentadora            |                  |